# Pseudoptygonotus prominemarginis
Pseudoptygonotus prominemarginis is een rechtvleugelig insect uit de familie veldsprinkhanen (Acrididae). De wetenschappelijke naam van deze soort is voor het eerst geldig gepubliceerd in 1996 door Zheng & Mao.